# 深水英一郎
深水 英一郎（ふかみ えいいちろう、1969年（昭和44年）9月5日 - ）は、日本の経営者、システムエンジニア、ネットニュース配信者。メールマガジン配信プラットフォームまぐまぐ創立者。ニュースサイトガジェット通信創刊者。

## 来歴
1969年9月5日熊本県に生まれる。中学時代にプログラミングをはじめ、月刊ログイン (雑誌)（当時アスキー）、マイコンBASICマガジン（電波新聞社）等のコンピューター雑誌に自作プログラムの投稿をおこなう。熊本県立第二高等学校（普通科）、高知大学（人文学部文学科）に進む。大学時代は交響楽団に所属しチェロパートを担当。大学卒業後、1992年4月株式会社CSKに入社。1996年2月、株式会社デジタルデザインに創立メンバーとして参加。1996年から自身の編集するメールマガジンの発行を始める。1996年9月メールマガジン配信システム「X-mail」を個人で開発開始。10月に呼びかけにこたえたメールマガジン発行者と試験運用を開始。1997年1月7日に「X-mail」を一般公開、1997年2月にサービスを「まぐまぐ」と改称し「まぐまぐ」ウェブマスターとして運営をスタート。1999年1月7日にまぐまぐ事業の営業会社として株式会社まぐまぐ設立。同社取締役となる。2000年「まぐまぐ」を離れ、出版事業を行う株式会社バーチャルクラスターを設立。
このとき制作したタブロイド紙のインタビューで西村博之と出会う。2003年、西村や竹中直純らが有限会社未来検索ブラジルを創業。深水も会議に参加するなど会社の運営に関与していた。当初は経営に関わるつもりはなかったが、竹中がタワーレコード株式会社の取締役兼最高情報技術責任者に就任したため、代表取締役を引き受けた。

- 1969年9月5日 - 熊本県に生まれる
- 1985年 熊本県立第二高等学校入学（普通科）、物理部所属
- 1988年 高知大学入学（人文学部文学科）、交響楽団所属（チェロ）
- 1992年4月 -  株式会社CSK入社、プログラマーとしてIBM野洲や関西電力分室で勤務。火力発電所の無線監視システム開発、優秀プロジェクトとして社内賞受賞
- 1996年2月 - 株式会社デジタルデザインに創業メンバーとして参加。オンラインショッピングサイト等を企画し開発
- 1996年9月 - メルマガ配信プラットフォーム「X-mail」を個人で開発開始[4]
- 1996年10月 - 「X-mail」を試験公開。賛同したメールマガジン配信者と試験配信をおこなう
- 1997年1月7日 - 「X-mail」を一般公開、呼びかけに応じた15誌から配信スタート。個人事業として創業し、システム設計、開発、ウェブデザイン、キャラクターデザイン、プロモーション設計、対外交渉、営業などをおこなう[5]
- 1997年2月 - mag2.comドメインを取得し、機能拡張のためサーバーレンタルサービスにてまぐまぐの専用領域をレンタル。トップページをインターネットの本屋さん「まぐまぐ」に変更。それまで「まぐまぐ」というのは「X-mail」の読者向け機能としての名称だったが、サービス全体の名称として使うことにした[6]
- 1999年1月7日 - まぐまぐ事業の営業会社として株式会社まぐまぐを設立。
- 1999年9月 - まぐまぐ事業の広告販売管理機能を分社化し、インターキュー（現：GMOインターネット）とともに、株式会社まぐクリック（現：GMOアドパートナーズ）を設立。日本史上最短（当時）の創業364日でナスダックジャパン上場
- 2000年2月 - まぐまぐがYahoo! Web of the Year 1999年間総合大賞を獲得。日本を代表するサイトと称される[7]
- 2000年 - メーリングリストサービス『FreeML』プロデューサー就任
- 2001年 - システム開発、メディア開発、ウェブサービス設計運用などをおこなう株式会社バーチャルクラスター設立　代表取締役就任
- 2004年9月9日 - 第2回Webクリエーション・アウォード Web人貢献賞[8][9][10]
- 2006年 - 検索エンジン開発や仮想通貨開発をおこなう有限会社未来検索ブラジル　代表取締役就任[11][12]
- 2008年9月30日 - ニュースサイト『ガジェット通信』を企画し創刊。発行人として事業責任者を務める。対外交渉、メディア開発、出版、プロモーション設計、営業、記事企画と執筆など担当
- 2009年 - 東京産業新聞社設立　代表取締役就任。ガジェット通信をはじめとしたメディア開発をおこなうため未来検索ブラジル社の子会社として設立。Google社協力のもと日本初のYouTube MCNのひとつである「ガジェクリ」を立ち上げる
- 2012年 - 株式会社ドワンゴの関連会社であり、ニコニコ動画の運営元である株式会社ニワンゴ取締役就任。ニコニコチャンネル事業にてブロマガアドバイザーなどに携わる
- 2015年 - 4月26日投開票の千代田区議会議員選挙（定員25）に「土日夜間議会の実現」を掲げて立候補するも38人中31位（得票数284）で落選
- 2018年 - ライブ配信者・動画クリエイターに特化した株式会社ライバー取締役に就任
- 2021年 - テクノロジー教材開発をおこなう株式会社ツクレル取締役就任